# Sycamore Gap Tree

Sycamore Gap Tree eller Robin Hood Tree var et ahorntræ, der stod ved siden af Hadrians mur nær Crag Lough i Northumberland, England. Det stod i et dramatisk dyk i landskabet og var et populært fotografisk motiv, beskrevet som et af de mest fotograferede træer i England. Det fik sit alternative navn fra at være med i en fremtrædende scene i filmen Robin Hood – Den Fredløse fra 1991. Træet vandt prisen for årets træ i England i 2016. Det blev fældet tidligt om morgenen 28. september 2023 ved en hærværkshandling.

## Placering
Sycamore Gap Tree voksede ved Hadrians mur, mellem Milecastle 39 og Crag Lough, omkring 3 kilometer vest for Housesteads Roman Fort i Northumberland i Nordengland. Denne del af muren følger kanten af en klippe – et udspring af Whin Sill – og flere skarpe dyk i klippen forårsaget af smeltende gletsjervand. Træet stod i et af disse dyk med klippen og muren, der rejste sig dramatisk på hver side af det. Muren og det omgivende landområde, inklusive stedet hvor træet stod, ejes af National Trust.
Træet var en populær turistattraktion og blev beskrevet som et af de mest fotograferede i landet, og stedet er muligvis det mest fotograferede punkt i hele Northumberland National Park. Det var synligt fra den nærliggende B6318 Military Road. Navnet "Sycamore Gap" blev opfundet af en National Trust-medarbejder, da Ordnance Survey var ved at kortlægge området og spurgte, om det tidligere unavngivne sted havde en betegnelse. Sycamore betyder ahorn på britisk engelsk.

## Historie
Træet var en ahorn (Acer pseudoplatanus) og var et par hundrede år gammelt. Det stod engang sammen med andre træer, men de er blevet fjernet i tidens løb af ukendte årsager, muligvis for at forbedre sigtelinjerne eller til vildtplejeformål.
Træet var med i en nøglescene i Kevin Costner-filmen Robin Hood – Den Fredløse fra 1991 og er efterfølgende blevet kendt som "Robin Hood Tree". Den var med i musikvideoen til Bryan Adams' "(Everything I Do) I Do It for You", som var på filmens soundtrack; videoen blev vist ofte i den britiske tv-serie Top of the Pops. Den har også optrådt i tv-krimien Vera og i dokumentarserien More Tales from Northumberland with Robson Green. Stedet var populær blandt astrofotografer og stjernekiggere. Træet undgik skade 30. maj 2003, da en helikopter, der filmede British Isles – A Natural History styrtede ned omkring 30 m væk og med nød og næppe undgik at ramme programværten Alan Titchmarsh. De fire om bord på fartøjet blev lettere kvæstet.
I 2016 blev træet nomineret til Årets Træ-konkurrencen i England. Det blev udvalgt blandt 200 konkurrenter til den endelige shortlist på 10 træer og vandt konkurrencen med 2.542 stemmer ud af 11.913. Præmien var et tilskud på £1000, som blev brugt til at undersøge træets sundhedstilstand og til at udføre arbejde for at beskytte dets rødder, som var ved at blive blottede på grund af den store mængde fodgængere, der passerede over dem. Sycamore Gap Tree blev i 2017 tilmeldt  i konkurrencen Årets Europæiske Træ, hvor det blev nr. 5. ud af 16 med 7.123 stemmer.

### Fældning
Træet blev fældet tidligt om morgenen den 28. september 2023. Northumberland National Park Authority sagde, at de mente, at det var gjort bevidst. Træet så ud til at være blevet savet ned med en motorsav i bunden af stammen med en hvid streg spraymalet på det lige under snittet. Northumbria Police anholdt senere to mænd i 30'erne fra Cumbria, der i juli 2025 hver blev idømt 4 år og 3 måneders fængsel for fældningen af træet.

## Galleri
- Sycamore Gap panorama
- Udsigt mod vest fra nordsiden af Hadrians Mur
- Træet i sommer 2018
- Astrofotografi ved Sycamore Gap